# Assurance homme clé
 (novembre 2019).
 (décembre 2019).
L'assurance homme clé est une forme importante d'assurance professionnelle. Elle permet de protéger l'entreprise contre l'absence prolongée voire définitive d'une personne indispensable à son activité : décès, perte totale et irréversible d'autonomie, maladies, etc.

## Définition d'un « homme clé »
La notion d'« homme clé » désigne toute personne (homme ou femme) qui occupe un rôle indispensable pour le fonctionnement de l'entreprise, la réalisation du chiffre d'affaires ou du résultat. Dans une petite ou moyenne entreprise, il s'agit en général du dirigeant. Cependant, un homme clé peut également être un employé, si celui-ci possède des compétences ou une expérience particulièrement vitale pour l'entreprise (par exemple : un chercheur qui détient de la propriété intellectuelle, un vendeur hors pair, etc).

## Que prend en charge l'assurance "homme clé"
En cas d'absence prolongée ou définitive de l'"homme clé", l'assurance prendra en charge les conséquences financières de cette disparition : remboursement de prêts bancaires, dépenses de réorganisation, perte d'exploitation, etc. L'assurance homme clé va également participer à des frais annexes, par exemple le maintien de l'image de marque de l'entreprise, la recherche et le recrutement d'un remplaçant à l'homme clé, etc.